# Anne Bonny

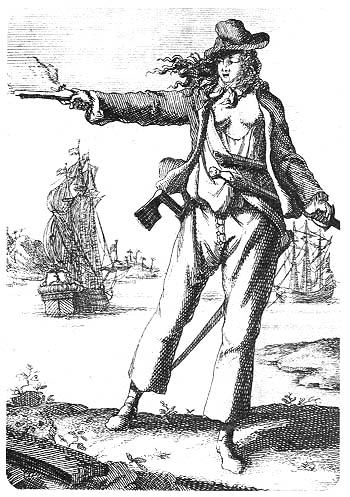
Anne Bonny

Anne Bonny (* um 1698 in Kinsale, County Cork, Irland; † um 1782 in Charles Town) war eine Piratin in der Karibik.

## Leben

### Authentizität
Außer dem Buch A General History of the Pyrates: from their first rise and settlement in the island of Providence, to the present time, das Daniel Defoe zugeschrieben wird und 1724 unter dem Pseudonym Captain Charles Johnson herausgegeben wurde, gibt es wenige Quellen zu Anne Bonny. Deshalb wird die tatsächliche Existenz im deutschsprachigen Raum oft bezweifelt. Dennoch wird ihre Verurteilung in The Tryals of Captain John Rackam and other Pirates beschrieben.

### Leben und Wirken gemäßA General History of the Pyrates
Anne kam demnach unehelich als Tochter der Magd Mary oder Peg Brennan und deren Arbeitgeber William Cormac, einem verheirateten Juristen, zur Welt. Cormac versuchte diese Vaterschaft zu vertuschen, indem er Anne wie einen Jungen kleidete und als entfernten Verwandten ausgab, doch seine Frau entdeckte den Betrug und machte ihn bekannt. Wegen des Skandals, der sich daraus entwickelte, zogen Annes Eltern in die amerikanischen Kolonien Großbritanniens nach Charles Town, dem heutigen Charleston in South Carolina. Dort erwarb der Vater Land und wurde ein wohlhabender Plantagenbesitzer.
Im Hafen von Charles Town lernte Anne James Bonny kennen, einen Seemann und Gelegenheitsseeräuber, den sie heiratete. Ihr Vater verstieß sie deswegen; angeblich brannte Anne daraufhin seine Plantage nieder. Zusammen mit ihrem Mann schiffte sie sich nach New Providence, dem heutigen Nassau, auf den Bahamas ein. Diese Stadt galt als Hauptstadt der Piraten. Hier traf sie Calico Jack Rackham, verließ ihren Mann und heuerte auf Charles Vanes Schiff an, auf dem Rackham Steuermann war.
Weil Frauen an Bord von Piratenschiffen nicht gern gesehen waren, kleidete sie sich als Mann, doch sie wurde entdeckt. Angeblich tötete Anne einen Mann, der seinen Unmut darüber geäußert hatte, dass eine Frau anwesend war, mit einem Messerstich ins Herz.

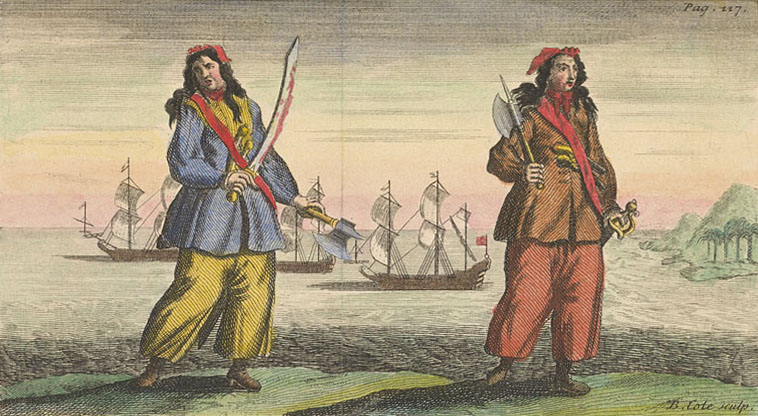
Anne Bonny und Mary Read

Anne Bonny und Calico Jack Rackham hatten sich inzwischen von Charles Vane (sie hatten ihn erst ab- und dann ausgesetzt) getrennt, um ihr eigenes Schiff zu führen. In New Providence heuerte ein neuer Mann, Mark Read, auf Annes und Calico Jacks Schiff an. Es stellte sich allerdings heraus, dass es sich bei dem vermeintlichen Seemann ebenfalls um eine Frau handelte: Mary Read. Der Legende nach verliebten sich Anne und Mary Read ineinander. In Zeichnungen werden die beiden Frauen oft als Paar abgebildet, wenn auch weder Anne noch Mary monogam zu sein schienen. Auch die Historikerin Susan Baker stellte die Vermutung auf, dass es eine lesbische Beziehung zwischen den beiden gab, die sich in Liebe und Sorge füreinander ausdrückte. Der Schriftsteller Rictor Norton meinte wiederum, die Beweise für die Homosexualität der beiden Frauen seien nicht eindeutig, sie seien „höchstens bisexuell“ gewesen.
Zu dritt segelten die Frauen und Rackham nun kapernd, plündernd und mordend durch die Karibik und waren als Team berüchtigt und gefürchtet. Zwischenzeitlich wurde Anne schwanger, wahrscheinlich von Calico Jack. Sie bekam das Kind auf Kuba und ließ es dort zurück. 1720 wurde Rackhams Schiff, die Revenge, von einem britischen Kriegsschiff angegriffen. Zu diesem Zeitpunkt befanden sie sich vor Jamaika. Die Schiffsbesatzung – abgesehen von den beiden Frauen – war betrunken und versteckte sich unter Deck. Anne Bonny und Mary Read kämpften allein.
Im November 1720 wurde das Urteil über Rackham, Bonny, Read und die restliche Crew gefällt: Tod durch den Strang. Die Hinrichtung der beiden Frauen wurde aufgeschoben, da sie angeblich schwanger waren. Mary Read starb an einem Fieber ein Jahr später. Anne Bonny soll durch den Einfluss ihres Vaters freigekommen und nach Charles Town zurückgekehrt sein, wo sie verheiratet und mit Kindern den Rest ihres Lebens verbracht haben soll.

## Verfilmungen
In der Serie Black Sails ist Bonny eine der Protagonistinnen und wird von Clara Paget gespielt. In der TV-Produktion Das versunkene Reich der Piraten Teil 6/6 („Tot oder lebendig“) wird Anne Bonny von Mia Tomlinson dargestellt.